# 롬멜 신화

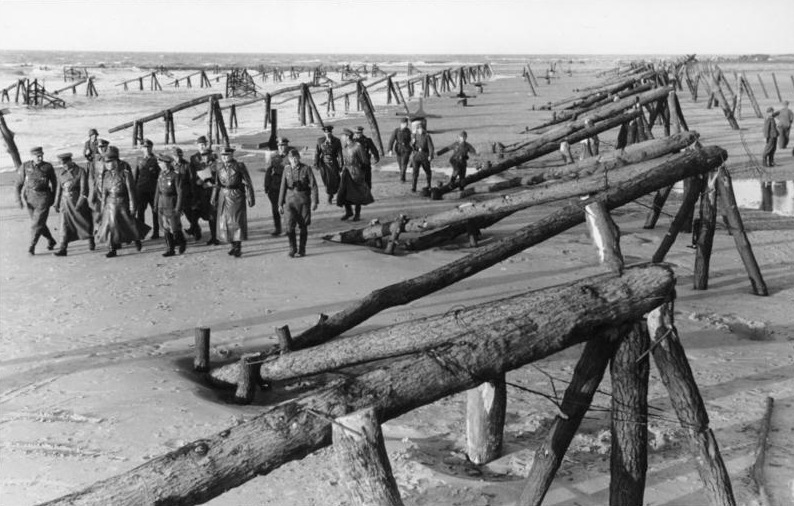
대서양 방벽을 시찰하는 롬멜. 프로파간다 목적으로 연출 촬영된 수많은 롬멜 사진 중 한 장이다.

롬멜 신화(독일어: Mythos Rommel, 영어: Rommel myth)란 수많은 역사가들이 사용하는 구절의 하나로서, 독일 국방군 야전원수 에르빈 롬멜이 정치중립적인 군인이었으며 지휘관으로서는 천재적이었고 7월 20일 음모에 관여한 것 때문에 아돌프 히틀러에게 죽은 나치 독일의 희생자이기까지 하다는 통념을 말한다. 이러한 신화는 본래 독일 국민들에게 전황에 대한 낙관론을 확산시키고자 했던 나치 프로파간다의 일환으로 만들어진 것이며, 롬멜 본인도 그 탄생에 참여했다. 1941년 이후 북아프리카 전역에서 독일군에게 연패하고 있던 영국군이 패배의 원인을 아프리카 군단 군단장 롬멜의 능력에서 찾게 되면서 롬멜 명장설은 서방 연합국에까지 전염되었다.
전쟁이 끝난 뒤 서방, 특히 영국이 롬멜을 “선한 독일인”, “우리 친구 롬멜”이라고 부르며 찬양했다. 깨끗한 전쟁을 했다는 롬멜의 평판은 소련에 맞서 과거의 적들인 영미와 서독이 동맹을 맺고 서독을 재무장시키는 조류를 타고 더욱 흥하였다. 이러한 전후 롬멜 신화의 기본 문헌은 1950년에 나온 《사막의 여우 롬멜》과 1953년에 나온 《롬멜 문건》이라고 할 수 있으며, 그 이후로 계속 롬멜에게 무비판적인 문헌들이 나오면서 신화는 유지되었다. 역사적 맥락 속에서 롬멜이라는 인물을 보다 정확하게 파악하고자 하는 시도들에도 불구하고 롬멜 신화는 탄력적으로 대응하며 아직 국방군 무오설처럼 완전히 폐기되지는 않고 있다.
롬멜 신화 비판은 주로 두 가지 방향에서 진행되는데, 하나는 롬멜이 사단장급 돌격대장일 뿐 전략적 식견이 부족한 인물로서 그 평가에는 거품이 끼어 있다는 능력 면에서의 비판이고, 다른 하나는 롬멜이 통념과 달리 나치 지도부와 친밀했다는 윤리 면에서의 비판이다.

## 같이 보기
- 알베르트 슈페어
- https://kurtzrommel.wixsite.com/portfolio